# Carlo Secchi
Carlo Secchi (Mandello del Lario, 4 febbraio 1944) è un economista e politico italiano.

## Studi
Laureato in Economia e commercio presso l'Università Bocconi (1967). Consegue il diploma in Economic Planning all'Institute of Sociale Studies, Den Haag (1969-1970). Esegue studi di perfezionamento presso il Center for Development Planning della Erasmus University di Rotterdam (1970-1972).
È stato ricercatore presso il Netherlands Economic Institute di Rotterdam (1970/72) e visiting professor presso la Erasmus University di Rotterdam (1978), la HEC di Parigi (1988-1990), la Wirtschaft Universität di Vienna (1991) e il Centre for European Studies della Chulalongkorn University di Bangkok (1999). Ha insegnato presso le Università di Milano, Sassari e Trento, dove ha diretto il Dipartimento di Economia.

## Attività accademica
Professore ordinario di Politica economica europea all'Università commerciale Luigi Bocconi, è stato il diciassettesimo rettore della stessa università dal 2000 al 2004. È noto economista, collabora per giornali ed è spesso intervistato o contattato durante alcune trasmissioni radiofoniche e televisive.
È stato Prorettore dell'Università alle questioni afferenti alla didattica e formazione (corsi di laurea e post laurea) e alle relazioni internazionali. È stato direttore del corso di perfezionamento in Economia del turismo. È stato vicepresidente della CEMS (1988-1993) ed è stato presidente dal 1990 al 1993 dell'European Association of Development Research and Training Institutes (EADI). Ha svolto attività tecnico-scientifica per enti pubblici e organismi internazionali.

## Attività politica
È stato eletto deputato europeo alle elezioni del 1994 ed è stato senatore della Repubblica dal 1995 al 1996 con il Partito Popolare Italiano, subentrando come primo dei non eletti al defunto Vincenzo Bonandrini; è stato vicepresidente della Commissione per i problemi economici e monetari e la politica industriale e membro della Delegazione per le relazioni con la regione transcaucasica.
Da sempre stimato, proprio per le sue doti come economista, più volte il suo nome è stato accostato a incarichi prestigiosi, come ministro dell'Economia, del Tesoro e delle Finanze e assessore al Comune di Milano. Ma anche governatore della Banca d'Italia, quando scoppiò il caso legato all'ex-governatore Antonio Fazio.
Nel novembre 2011 il suo nome è incluso tra i possibili ministri di un governo istituzionale guidato da Mario Monti, dopo l'annuncio delle dimissioni del presidente del Consiglio Silvio Berlusconi.

## Collaborazioni
- Fa parte del comitato scientifico della fondazione NovaResPublica.
- È direttore dell'ISLA - Istituto di studi latino americani e dei paesi in transizione.
- È vicepresidente dell'Associazione Universitaria di Studi Europei (AUSE).
- Partecipa agli organi direttivi di fondazioni a carattere tecnico-scientifico.
- È membro degli organi direttivi di Fondazioni e Istituti a carattere tecnico-scientifico, tra cui il Comitato scientifico dell'IReR (Istituto Regionale di Ricerca della Lombardia).
- È vicepresidente dell'ISPI (Istituto per gli Studi di Politica Internazionale di Milano), presidente del gruppo italiano della Trilateral Commission e della I-CSR (Fondazione italiana per la Diffusione della Responsabilità Sociale delle Imprese).
- Collabora al quotidiano Cronache di Liberal.
- È membro della Commissione Trilaterale.

## Attività consultiva presso Società
Attualmente è nel consiglio di amministrazione di 6 aziende quotate in borsa, come Pirelli, Italcementi, Mediaset, Allianz-Ras, Parmalat e A2A Spa, ma anche di Fastweb, e.Biscom, Fondazione Teatro alla Scala, TEM Tangenziali Esterne di Milano, Milano Serravalle, La Centrale Sviluppo del Mediterraneo, Premuda. Nel luglio 2009 gli è stato richiesto di prendere parte al CdA della società che dovrà organizzare l'Expo 2015 a Milano.
Fa parte del Comitato Esecutivo della Commissione trilaterale.
(http://www.trilateral.org/download/file/EU_list_11-12.pdf)
Fa parte del Consiglio di Amministrazione della Veneranda Fabbrica del Duomo.